# Pseudacanthops spinulosa
Pseudacanthops spinulosa är en bönsyrseart som beskrevs av Henri Saussure 1870. Pseudacanthops spinulosa ingår i släktet Pseudacanthops och familjen Acanthopidae. Inga underarter finns listade i Catalogue of Life.